# Mechtersen
Mechtersen là một đô thị của huyện Lüneburg, bang Niedersachsen, Đức. Đô thị này có diện tích 14,42 km².